# Tarnawa-Wydanka
Tarnawa-Wydanka – wieś w Polsce położona w województwie świętokrzyskim, w powiecie jędrzejowskim, w gminie Sędziszów.
W latach 1975–1998 miejscowość administracyjnie należała do województwa kieleckiego.